# Julie Heldman
Julie Heldman, född 8 december 1945, Berkeley, Kalifornien, är en amerikansk högerhänt professionell tennisspelare.

## Tenniskarriären
Julie Heldman var en världens tio bästa singelspelare åren kring 1970, som bäst rankades hon på femte plats (1969 och 1974). Hon var en av the "Houston nine", det vill säga en av de 9 kvinnliga tennisspelare som 1970 tecknade proffskontrakt för Virginia Slims Circuit. Under karriären vann hon 25 singeltitlar inkluderande grusturneringen Italienska öppna 1969. Samma år nådde hon kvartsfinalen i Wimbledonmästerskapen. Hon tvingades avsluta sin tävlingskarriär 1976 på grund av skador.
Heldman deltog i det amerikanska Fed Cup-laget 1966, 1969-70 och 1974-75 (som lagkapten 1975). Det amerikanska laget vann Cup-titeln 1966 och 1969. Hon spelade totalt 30 matcher av vilka hon vann 21. År 1975 mötte USA ett svenskt lag i andra omgången. USA vann mötet med 2-1 i matcher, men Heldman förlorade sin singelmatch mot Helena Anliot med 4-6, 3-6.
Heldman deltog i det amerikanska Wightman Cup-laget 1965-66, 1969-1971, 1974-75, de två sista åren som lagkapten. 

## Spelaren och personen
Julie Heldman är den yngsta av två döttrar till Julius och Gladys Heldman. Julius var en skicklig tennisspelare under 30- och 40-talen med segrar över flera elitspelare. Gladys var redaktör för tidskriften World Tennis och grundare av proffs-touren the Virginia Slims Circuit.
Julie Heldman arbetade under 1970-talet, vid sidan tävlingstennisen, som tenniskommentator för CBS Television och NBC.
Julie Heldman upptogs 2001 i the International Jewish Sports Hall of Fame.